# 関根潤三・中井美穂のフレッシュ!スター塾
『ゆうちょスポーツドリームトーク・関根潤三・中井美穂のフレッシュ!スター塾』（ゆうちょスポーツドリームトーク せきねじゅんぞう なかいみほのフレッシュ スターじゅく）は、1996年10月 - 1997年3月にニッポン放送・NRN系列で全国37局ネットで放送されたラジオ番組である。協賛は郵便貯金（現・ゆうちょ銀行）。
1997年10月から1998年3月には、同じ趣旨・スポンサーで『ゆうちょドリームトーク・関根潤三・中井美穂のスポーツスター塾』として放送された。

## パーソナリティ
- 関根潤三（当時・フジテレビジョン、ニッポン放送プロ野球評論家）
- 中井美穂（元フジテレビアナウンサーで、関根とは『プロ野球ニュース』他で競演あり）

## ネット局
- ニッポン放送 = 日曜17:30 - 18:00
- STVラジオ = 日曜18:30 - 19:00
- 青森放送 = 日曜18:30 - 19:00
- 秋田放送 = 日曜18:30 - 19:00
- 岩手放送 = 日曜18:30 - 19:00
- 山形放送 = 日曜18:15 - 18:45
- 東北放送 = 日曜17:30 - 18:00
- ラジオ福島 = 日曜16:30 - 17:00
- 新潟放送 = 日曜17:00 - 17:30
- 信越放送 = 日曜18:30 - 19:00
- 山梨放送 = 日曜18:00 - 18:30
- 北日本放送 = 日曜18:00 - 18:30
- 北陸放送 = 日曜17:00 - 17:30
- 福井放送 = 日曜18:30 - 19:00
- 静岡放送 = 日曜18:30 - 19:00
- 東海ラジオ放送 = 日曜18:30 - 19:00
- KBS京都 = 日曜18:00 - 18:30
- 和歌山放送 = 日曜18:20 - 18:50
- MBSラジオ = 日曜17:45 - 18:15
- ラジオ関西 = 日曜18:00 - 18:30
- 山陽放送 = 日曜18:30 - 19:00
- 山陰放送 = 日曜17:30 - 18:00
- 中国放送 = 日曜18:00 - 18:30
- 山口放送 = 日曜16:30 - 17:00
- 四国放送 = 日曜18:00 - 18:30
- 西日本放送 = 日曜18:30 - 19:00
- 南海放送 = 日曜18:00 - 18:30
- 高知放送 = 日曜18:10 - 18:40
- KBCラジオ = 日曜16:30 - 17:00
- 大分放送 = 日曜18:00 - 18:30
- 長崎放送 = 日曜18:30 - 19:00
- 熊本放送 = 日曜18:20 - 18:50
- 宮崎放送 = 日曜18:00 - 18:30
- 南日本放送 = 日曜18:30 - 19:00
- ラジオ沖縄 = 日曜17:30 - 18:00

参考：『ラジオマニア2017』第4章・ラジオ番組表アーカイブ、ラジオ新番組速報版（三才ブックス）1996年秋号 各局番組表。
前番組の牧瀬里穂・素直になりたいからの名残りで、MBSラジオとサービスエリアが重複するKBS，ラジオ関西にもネットされていた。
当時のラジオ関西は以前はNRN正会員だったが、現在独立系ながら番組販売ネットは継続されており、当番組も郵便貯金協賛スポンサーネットで放送されていた。